# Llacuna (métro de Barcelone)
Llacuna est une station de la ligne 4 du métro de Barcelone.

## Situation sur le réseau
La station est située sous la rue Pujades (Carrer Pujades), sur le territoire de la commune de Barcelone, dans le district de Sant Martí. Elle s'intercale entre Bogatell et Poblenou.

## Histoire
La station est ouverte au public le 7 octobre 1977 sous le nom de Luchana, lors de la mise en service d'un prolongement de la ligne IV depuis Barceloneta. Elle prend son nom actuel en 1982, tandis que les chiffres arabes remplacent les chiffres romains dans la numérotation des lignes.

## Services aux voyageurs

### Accès et accueil
La station dispose de deux voies et deux quais latéraux.

## À proximité
La station est située à proximité du musée Can Framis (Museu Can Framis) et du campus Poblenou de l'université Pompeu Fabra.